# Svartvit munia
Svartvit munia (Spermestes bicolor) är en fågel i familjen astrilder inom ordningen tättingar.

## Utseende och läte
Svartvit munia är en liten astrild med stor näbb och kort stjärt. Fjäderdräkten skiljer sig kraftigt geografiskt, med roströd rygg i sydöstra Afrika och svart rygg i centrala och västra Afrika. Svartryggiga fåglar varierar från att ha vita tvärband på vingar och stjärt till helsvart. Ungfåglar är mycket färglösa och bruna, men kan ofta artbestämmas av att de sällskapar med adulta fåglar. Arten är lik bronsmunian, men har en helblå näbb och uppvisar aldrig brun rygg. Lätet består av ett fallande "teew". 

## Utbredning och systematik
Svartvit munia delas upp i fyra underarter i två distinkta grupper:
- bicolor/poensis-gruppen
  - Spermestes bicolor bicolor – förekommer från Guinea-Bissau till södra Nigeria
  - Spermestes bicolor poensis – förekommer från södra Kamerun till Etiopien, Kenya, Tanzania och norra Angola samt på ön Bioko
- nigriceps/woltersi-gruppen. Urskiljs ofta som en egen art, rostryggig munia (S. nigriceps)
  - Spermestes bicolor nigriceps – förekommer från södra Somalia till Kenya, Tanzania, Malawi, Zambia och Sydafrika
  - Spermestes bicolor woltersi – förekommer från sydöstra Demokratiska republiken Kongo till nordvästra Zambia

## Levnadssätt
Svartvit munia hittas i skog, fuktigt skogslandskap och i trädgårdar, ofta i bestånd av frösättande gräs. Den påträffas vanligen i små flockar.

## Status
Arten har ett stort utbredningsområde och beståndet anses vara stabilt. Internationella naturvårdsunionen IUCN listar den därför som livskraftig (LC).